# Méthode des 3i
Pour les articles homonymes, voir III et 3I.
La méthode des 3i (pour intensive, individuelle et interactive) est une méthode de prise en charge de l'autisme par le jeu, créée en France en 2004 par Catherine de La Presle. Non reconnue par la Haute Autorité de santé (HAS), elle a fait l'objet de cinq études jugées trop faibles pour constituer une preuve d'efficacité par cette même institution.

## Histoire
La méthode est créée en 2004 par une famille française parente d'un enfant autiste, par opposition au paradigme psychanalytique jugé « culpabilisant », et par refus d'admission de l'enfant en hôpital de jour. Catherine de La Presle part se former au programme Son-Rise aux États-Unis dans le but de faire progresser son petit-fils, présenté depuis comme étant « sorti de l'autisme ».
L'expérience débouche sur la création en décembre 2005 de l’association Autisme Espoir vers l’École (AEVE), chargée de diffuser la méthode. La méthode des 3i commence par une déscolarisation de l'enfant (jusqu'au moment où il acquiert un niveau de développement jugé suffisant pour permettre une rescolarisation progressive). La méthode consiste en une prise en charge intensive (40 heures par semaine) qui fait appel à une large équipe de bénévoles, impliqué sur une longue durée — 2 à 4 ans avant la rescolarisation, qui animent les séances de jeu avec l'enfant.
Cette pratique fait partie de celles que l’absence de données sur leur efficacité, le caractère exclusif de leur application et leur absence de fondement théorique ont conduit les experts, professionnels et représentants d’usagers réunis par la Haute Autorité de santé (HAS) à ne pas recommander. Cette position est prise dans le rapport de la HAS de 2012.
En 2013, l'association AEVE revendique 50 psychologues et 200 personnes suivies. L'année suivante, la fondatrice de la méthode déclare dans le média Le Parisien que la méthode a « guéri » une centaine d'enfants.
En juillet 2018, Catherine de La Presle co-signe avec le président du RAAHP (une association psychanalytique du domaine de l'autisme) une tribune regrettant son exclusion du nouveau conseil national des troubles neuro-développementaux.

## Efficacité
D'après le site web de l'association AEVE, un suivi de 120 enfants pendant 2 ans démontrerait que 47 enfants sur 101 ont accédé à la compréhension verbale complète ; 29 enfants ayant accédé à l’imitation à la demande. La compréhension des consignes étant préalable à la capacité d’imiter à la demande, les résultats sont cohérents. L'évaluation de ces enfants suivant la méthode des 3i montrerait un développement harmonieux des capacités, qui se suivent dans l’ordre chronologique d’acquisition. Cette étude rétrospective a finalement été publiée dans une revue scientifique en novembre 2019 et évalue que la mise en place de la méthode peut avoir un impact sur les progrès constatés mais ne peut conclure formellement en raison de l'absence de groupe contrôle.
En 2018, une première étude prospective parue dans la revue BMC Pediatrics réalisée sur 20 enfants ayant suivi la méthode des 3i sur une période de 2 ans note des effets positifs sur le comportement, le développement et la sévérité du TSA qui sont cohérent avec les autres approches de ludothérapie ,.
Cette méthode reste sujette à controverse, et n’est pas reconnue par la Haute Autorité de santé. La demande de réévaluation portée par l'association AEVE a ainsi été déboutée par le Conseil d'État en décembre 2020, en raison notamment de la faiblesse des études portant sur la méthode des 3i. La réévaluation officielle publiée en avril 2022 conclut de nouveau à la non-recommandation de la méthode par la HAS, car les données scientifiques ne permettent pas de juger ni de conclure à l’efficacité et à la sécurité de la méthode des 3i,.